# Timberlakiella
Timberlakiella is een geslacht van vliesvleugeligen uit de familie Aphelinidae. De wetenschappelijke naam van dit geslacht is voor het eerst geldig gepubliceerd in 1936 door Compere.

## Soorten
Het geslacht Timberlakiella is monotypisch en omvat slechts de volgende soort:
- Timberlakiella applanatonervus Compere, 1936